# Grosser Preis des Kantons Aargau 2000
Il Grosser Preis des Kantons Aargau 2000, trentasettesima edizione della corsa, si svolse il 30 aprile su un percorso di 196 km. Fu vinto dallo svizzero Steffen Wesemann della Team Deutsche Telekom davanti all'italiano Stefano Garzelli e all'altro svizzero Laurent Dufaux.

## Ordine d'arrivo (Top 10)
| Pos. | Corridore         | Squadra                 | Tempo    |
| ---- | ----------------- | ----------------------- | -------- |
| 1    | Steffen Wesemann  | Team Deutsche Telekom   | 4h54'10" |
| 2    | Stefano Garzelli  | Mercatone Uno-Albacom   | s.t.     |
| 3    | Laurent Dufaux    | Saeco                   | s.t.     |
| 4    | Lance Armstrong   | US Postal Service       | s.t.     |
| 5    | Romāns Vainšteins | Vini Caldirola-Sidermec | a 28"    |
| 6    | Yvon Ledanois     | FDJ                     | a 33"    |
| 7    | Biagio Conte      | Saeco                   | a 35"    |
| 8    | Mariano Piccoli   | Lampre-Daikin           | s.t.     |
| 9    | Andrei Tchmil     | Lotto-Adecco            | s.t.     |
| 10   | Markus Zberg      | Rabobank                | s.t.     |